# Alpina wehrlii
Alpina wehrlii är en fjärilsart som beskrevs av Vorbrodt 1918. Alpina wehrlii ingår i släktet Alpina och familjen mätare. Inga underarter finns listade i Catalogue of Life.